# Антон
Анто́н — мужское русское личное имя латинского происхождения. Восходит к лат. Antonius — древнеримскому родовому имени Антониев; его происхождение неизвестно, вероятно, у него этрусские корни. По другой версии, возможно, оно происходит от др.-греч. ἀντέω, ἀντάω («состязаться», «вступать в бой») — одного из эпитетов Диониса. Церковная форма имени — Анто́ний.

## Именины
Православные именины (даты приводятся по григорианскому календарю):
- 2 января, 12 января, 21 января, 30 января
- 1 февраля, 18 февраля, 23 февраля, 25 февраля
- 5 марта, 10 марта, 14 марта
- 27 апреля
- 1 мая, 17 мая, 20 мая, 25 мая
- 1 июня, 20 июня
- 4 июля, 6 июля, 7 июля, 16 июля, 19 июля, 23 июля, 24 июля, 25 июля
- 13 августа, 16 августа, 20 августа, 22 августа, 25 августа
- 15 сентября
- 7 октября, 16 октября, 23 октября, 26 октября, 30 октября
- 4 ноября, 8 ноября, 22 ноября, 24 ноября
- 14 декабря, 20 декабря

Католические именины:
- 17 января, 13 июня, 5 июля, 28 сентября, 24 октября

## Фамилии, образованные от имени
От имени Антон образована русская фамилия Антонов.